# Platyrhacus bombonus
Platyrhacus bombonus är en mångfotingart som beskrevs av Chamberlin 1941. Platyrhacus bombonus ingår i släktet Platyrhacus och familjen Platyrhacidae. Inga underarter finns listade i Catalogue of Life.